# Чубатая мартышка
Чубатая мартышка (лат. Cercopithecus pogonias) — вид приматов из семейства мартышковых.

## Описание
Цвет шерсти различаются у разных подвидов от коричневого до серого. Нижняя часть конечностей и хвоста чёрная. Грудь, брюхо и внутренняя сторона конечностей золотисто-жёлтая. у самцов голубая мошонка. Морда тёмно-синяя, нос розовый. Шерсть, окружающая морду, жёлтая. От края глаз до ушей тянется тёмная полоса. На лбу небольшой хохолок, вокруг ушей также пучки длинных волос. Длина тела от 38 до 66 см, вес от 3 до 4,5 кг.

## Распространение
Вид достаточно широко распространён по всей Центральной Африке. Чубатые мартышки встречаются в Нигерии, на большей части территории Центрально-Африканской Республики, в Республике Конго и Демократической Республике Конго, Анголе, Экваториальной Гвинее и Габоне.

## Поведение
Встречаются на верхних ярусах леса. Передвигаются в кронах деревьев, совершая длинные прыжки. Образуют группы от 8 до 20 особей, состоящие из одного самца, нескольких самок и их потомства. Самцы, не сумевшие обзавестись гаремом, становятся одиночками и даже присоединяются к группам других обезьян, например чёрного колобуса (Colobus satanas). В рационе фрукты, дополнение служат листья и насекомые. В отличие от других мартышек, представители этого вида, особенно в северной части ареала, могут мигрировать на солидные расстояния за сезонно доступными фруктами. Выраженного сезона размножения нет, роды проходят в любое время года. Беременность длится около 5 месяцев, в помёте обычно один детёныш.

## Классификация
Классификация вида и разделение его на подвиды дискуссионны. В частности, некоторые авторы включают мартышку Вольфа и мартышку Дента в состав вида в качестве подвидов, тогда как другие выделяют их в отдельные виды. Ниже дана классификация согласно Groves 2001, 2005:
- Cercopithecus pogonias elegans — между реками Ломами и Луалаба
- Cercopithecus pogonias grayi — южный Камерун, Центрально-Африканская Республика, Республика Конго и Демократическая Республика Конго к северу от реки Конго
- Cercopithecus pogonias nigripes — Экваториальная Гвинея, Габон, Республика Конго и провинция Кабинда в Анголе
- Cercopithecus pogonias pogonias — от реки Кросс до Рио-Муни, включая остров Биоко
- Cercopithecus pogonias pyrogaster — между рекой Кванго и регионом Лулуа в Демократической Республике Конго и северной Анголе

## Статус популяции
Международный союз охраны природы присвоил этому виду охранный статус «Вызывает наименьшие опасения» ввиду его широкого распространения и малой вероятности быстрого сокращения популяции в будущем.